# Хоули, Джош
Джо́шуа Дэ́вид Хо́ули (англ. Joshua David Hawley; род. 31 декабря 1979) — американский политик, член Республиканской партии, сенатор США от штата Миссури (c 2019). В возрасте 39 лет стал самым молодым сенатором США.

## Биография
Провёл детство в Лексингтоне, штат Миссури. Окончил Стэнфордский университет и Йельскую школу права, в 2016 году избран генеральным прокурором штата Миссури.
Выдвинув свою кандидатуру на выборы в Сенат, выступал в числе прочего за отмену «поправки Джонсона» в Налоговый кодекс США, запрещающей религиозным организациям под угрозой штрафа и отмены освобождения от налогов устраивать в своих помещениях агитационные предвыборные выступления кандидатов.
6 ноября 2018 года победил на выборах в Сенат от Миссури и по завершении подсчёта голосов поблагодарил президента Трампа за оказанную в ходе избирательной кампании поддержку.
8 февраля 2021 года после того как он проголосовал против выдвижения Дениса Макдоно на пост министра по делам ветеранов, Хоули стал единственным сенатором, проголосовавшим против всех кандидатов в кабинет президента Джо Байдена, за исключением Сесилии Роуз.
3 августа 2022 года Хоули единолично проголосовал против резолюции Сената о согласии на вступление Швеции в НАТО. В тот же день он также проголосовал против аналогичной резолюции Сената о согласии на вступление Финляндии в НАТО.
Переизбран на выборах в Сенат 2024 года.